# نيك فولر
نيك فولر (بالإنجليزية: Nick Fowler)‏ (11 مايو 1967)؛ مغن مؤلف، مغني، صحفي، ملحن وروائي أمريكي.

## روابط خارجية
- نيك فولر على موقع IMDb (الإنجليزية)
- نيك فولر على موقع قاعدة بيانات الفيلم (الإنجليزية)